# Doral Moore
Doral Lamont Larod Moore (Louisville, 21 gennaio 1997) è un cestista statunitense.